# 雨と君と
『雨と君と』（あめときみと）は、二階堂幸による日本の漫画作品。『週刊ヤングマガジン』（講談社）にて、2020年38号から連載中。
雨の降る日に出会った1人の女性と1匹の「自称」犬との日常を描くショートストーリー。2024年8月時点で累計発行部数は50万部を突破している。X（旧Twitter）にて1億6000万回閲覧され、第1巻が発売前に重版された。
2025年7月よりテレビアニメが放送中。

## あらすじ
藤は一人暮らしの小説家。ある雨の日、ずぶ濡れになって帰る道で段ボールに入って捨てられている動物を見つける。最初に「犬…かな？」とつぶやいた彼女に、スケッチブックを使った筆談で「犬です」「飼いやすい」と主張した犬を連れて帰り"君"と呼んで一緒に暮らし始める。周囲の人間たちは他の動物であると考えることがあるが、藤は雑種犬であると紹介し"君"もそのたびに筆談で犬であると訴える。
物静かで繊細なお姉さんと芸達者な"君"の詩的でゆったりとした時間が織りなす物語。

## 登場人物
声の項はテレビアニメ版の声優。
藤（ふじ）
声 - 早見沙織
主人公、小説家。雨の日に"君"を拾う。雨や暗い所、一人でいるのが好きな、もの静かな性格の女性。55話で名字が判明するまで名前は一切明かされず、講談社の公式ページでも「お姉さん」と表記されている。
君（きみ）
声 - 麦穂あんな
雨の日に藤に拾われた自称「犬」。藤も犬だと思っているが、外見はどう見てもタヌキである。それもいわゆる化け狸らしく、頭には絶えず木の葉を乗せてスケッチブックに文字を書いて人間と会話が可能。
きいちゃん（クラウゼ・エラ・希依）
声 - 湯本柚子
藤のことが大好きなおとなりさんの少女。金髪。彼女も"君"を犬だと思っている。
きなこ
きいちゃんの家の柴犬。"君"には攻撃的な性格を見せる。
エマ
声 - 酒井玲
きいちゃんの母親。外国人だが日本語は堪能。
辰雄（たつお）
声 - 上田燿司
藤の父。見た目は強面であるが、実は楽しい性格の料理人。"君"を見るなり「天使ちゃん」と呼んで可愛がる。虫が苦手な一面もある。
道子（みちこ）
声 - 園崎未恵
藤の母。初対面の"君"を「思ってたのと違うわ」「天使ではないかな！」と評するストレートな性格の女性。お父さんの健康を気遣って厳しいカロリー制限や禁煙を求めている。
テル
声 - 戸谷菊之介
藤の双子の弟。お姉さんそっくりなため、初対面時に"君"は少し混乱する。もうすぐ初めての子供が生まれる。
ワコ
声 - 花守ゆみり
テルの妻。妊娠中。出産にあたって休業中の漫画家であることが仄めかされている。
黒猫
声 - 麦穂あんな
テルとワコ夫妻が飼っている猫。"君"とは出会った当初はマイペースを保っていたが、何度も迫られて仲良くなった。
ミミ（美々）
声 - 鎌倉有那
藤の高校時代からの友達。動物が好きだが、初対面で「たぬきにそっくり」と言ってしまったため"君"になついてもらえない。
レン
声 - 佐藤聡美
藤の高校時代からの友達。"君"とは仲良し。ミミへのツッコミ役。
獣医さん
声 - 茶風林
近所の動物病院の先生。"君"を犬ではないと考えているが、それを“君”の意向を汲んだこともあって藤にはどうしても伝えられない。
めだか
声 - 根本京里
公園でリンゴを洗っている"君"を見て、アライグマだと勘違いした女子高校生。藤も「アライグマです」と言ったので信じてしまう。
のりこ
声 - 遠野ひかる
猫になりたいので、猫耳ヘアに猫目コンタクトをしている女子高校生。めだかの友達。
日浦
声 - 阪口周平
藤の小学校時代の同級生。"君"のことを「ラッシー」と呼ぶ。"君"と会話をする藤に、自分も動物園でカワウソと会話すると話す。
アラタ
声 - 宮本侑芽
藤の小説を原作にした漫画の作者。藤の大ファンで、動物好き。

## 書誌情報
- 二階堂幸『雨と君と』講談社〈KCデラックス〉、既刊8巻（2025年7月4日現在）
  1. 2021年3月5日発売[9][書誌 1]、ISBN 978-4-06-522583-7
  2. 2021年9月6日発売[書誌 2]、ISBN 978-4-06-524749-5
  3. 2022年3月4日発売[書誌 3]、ISBN 978-4-06-527052-3
  4. 2022年9月6日発売[書誌 4]、ISBN 978-4-06-529068-2
  5. 2023年5月8日発売[書誌 5]、ISBN 978-4-06-531378-7
  6. 2023年12月6日発売[書誌 6]、ISBN 978-4-06-533932-9
  7. 2024年9月5日発売[書誌 7]、ISBN 978-4-06-535820-7
  8. 2025年7月4日発売[書誌 8]、ISBN 978-4-06-540170-5

## テレビアニメ
2025年7月よりテレビ朝日系列『NUMAnimation』枠ほかにて放送中。

### スタッフ
- 原作 - 二階堂幸[7]
- 監督 - 月見里智弘[7]
- シリーズ構成 - 待田堂子[7]
- キャラクターデザイン - 大和田彩乃[7]
- サブキャラクターデザイン - 高津智子、佐藤綾子
- アニマルキャラクターデザイン - 矢立きょう[10]
- プロップ設定 - 高津智子、向井雅俊
- 美術監督 - 中村典史[10]
- 美術設定 - 小島俊彦、猿谷勝己、米田隆裕、篠原裕伸、向田美紀、薛中華
- 色彩設計 - のぼりはるこ[10]
- 撮影監督 - 小西庸平[10]
- 3D監督 - 小川耕平[10]
- 編集 - 渡邉千波[10]
- 音響監督 - 吉田光平[10]
- 音響効果 - 斎藤みち代[10]
- 音響制作 - INSPION エッジ[10]
- 音楽 - 石塚玲依[10]
- プロデューサー - 林郁美、日野亮、大和雅恵、黒須信彦、伊藤渉太、岩田皐希、野邉伸泰、小澤文啓、松井優子
- アニメーションプロデューサー - 清水香梨子
- アニメーション制作 - レスプリ[11]
- 製作 - 雨と君と製作委員会

### 主題歌
「雨と」
鈴木真海子によるオープニングテーマ。作詞は鈴木真海子、作曲は鈴木真海子とryo takahashi、編曲はryo takahashi。
「filled」
菅原圭によるエンディングテーマ。作詞・作曲は菅原圭、編曲はNaoki Itai。

### 各話リスト
| 話数  | サブタイトル | 脚本       | 絵コンテ   | 演出       | 作画監督 | 総作画監督              | 初放送日      |
| ----- | ------------ | ---------- | ---------- | ---------- | --- | ----------------------- | ------------- |
| 第1話 | 雨模様       | 待田堂子   | 月見里智弘 | 月見里智弘 | 佐藤綾子 橋本和紀 醍醐甘郎 くまがぱんいち 舘崎大                                                                      | 大和田彩乃              | 2025年 7月6日 |
| 第2話 | 西陽         | 待田堂子   | 高津智子   | 高津智子   | Heo Hye Jung 初谷綾子 渡辺伸弘 舘崎大                                                                                 | 大和田彩乃 Heo Hye Jung | 7月13日       |
| 第3話 | 友達         | 横手美智子 | 江副仁美   | 江副仁美   | 永田文宏 初谷綾子 橋本和紀 Kim Yu sun Lee Sang jin Lee Jae min Lee Jong man Ho seung jin                              | 大和田彩乃              | 7月20日       |
| 第4話 | 夏祭り       | 待田堂子   | 高津智子   | 高津智子   | Chang Bum Chul Lee Seok Yoon Hwang Bi Hong Kang Min Young Kim Woong Gi 佐藤綾子 舘崎大 醍醐甘郎                       | Kim Hyeon Ok            | 7月27日       |
| 第5話 | 同じ月       | 待田堂子   | 高津智子   | 高津智子   | Hwang Bi Hong Kang Min Young Kim Ung Gi 醍醐甘郎 舘崎大 九鬼朱                                                        | Hwang Bi Hong           | 8月3日        |
| 第6話 | 猫と南瓜     | 横手美智子 | 矢立きょう | 小坂春女   | 醍醐甘郎 佐藤綾子 羽根田弓子 lolroute 高津智子                                                                        | 大和田彩乃              | 8月10日       |
| 第7話 | なんでもない | 横手美智子 | 江副仁美   | 江副仁美   | Kim Yu sun Lee Sang jin Lee Jae min Lee Jong man Ho seung jin 高津智子 福崎りょう 醍醐甘郎 舘崎大 佐藤綾子 矢立きょう | 大和田彩乃              | 8月17日       |

### 放送局
| 放送期間                   | 放送時間                     | 放送局                                          | 対象地域 | 備考                                   |
| -------------------------- | ---------------------------- | ----------------------------------------------- | -------- | -------------------------------------- |
| 2025年7月6日 -             | 日曜 1:30 - 2:00（土曜深夜） | テレビ朝日（製作参加） ほか系列フルネット全24局 | 日本国内 | 『NUMAnimation』枠                     |
|                            | 日曜 22:30 - 23:00           | AT-X                                            | 日本全域 | CS放送 / リピート放送あり              |
|                            | 日曜 23:00 - 23:30           | BS朝日                                          | 日本全域 | 製作参加 / BS/BS4K放送 / 『アニメA』枠 |
| 全放送局で字幕放送を実施。 |                              |                                                 |          |                                        |

| 配信開始日    | 配信時間                   | 配信サイト | 備考         |
| ------------- | -------------------------- | --- | ------------ |
| 2025年7月6日  | 日曜 2:00（土曜深夜） 更新 | dアニメストア （本店・ ニコニコ支店 ・for Prime Video ） U-NEXT アニメ放題                                                             | 先行配信     |
| 2025年7月11日 | 金曜 2:00（木曜深夜） 更新 | Lemino ABEMA Disney+ DMM TV FOD AnimeFesta Prime Video ニコニコ動画 TVer バンダイチャンネル Hulu J:COM STREAM TELASA milplus Pontaパス | 見放題配信   |
|               |                            | ビデオマーケット music.jp カンテレドーガ ニコニコ動画 Prime Video HAPPY!動画 バンダイチャンネル J:COM STREAM TELASA milplus            | 都度課金配信 |

### BD
| 巻  | 発売日             | 収録話         | 規格品番  |
| --- | ------------------ | -------------- | --------- |
| BOX | 2025年12月24日予定 | 第1話 - 第12話 | UNXA-1008 |

| テレビ朝日系列 NUMAnimation | テレビ朝日系列 NUMAnimation | テレビ朝日系列 NUMAnimation |
| 前番組                      | 番組名                      | 次番組                      |
| --------------------------- | --------------------------- | --------------------------- |
| 小市民シリーズ（第2期）     | 雨と君と                    | 友達の妹が俺にだけウザい    |

## 評価
2022年「でらコミ！３」にて準大賞を受賞。また、『次にくるマンガ大賞2022』にて4位に入賞した。
1、2巻のレビューとして、Anime News Networkのレベッカ・シルヴァーマンは本作を芸術性とストーリーゆえ称賛した。また本作のテーマは「くつろいで」「楽しむ」ことだと述べた。